# Liste der Bodendenkmäler in Stolberg (Rhld.)
Die Liste der Bodendenkmäler in Stolberg (Rhld.) enthält die denkmalgeschützten unterirdischen baulichen Anlagen, Reste oberirdischer baulicher Anlagen, Zeugnisse tierischen und pflanzlichen Lebens und paläontologischen Reste auf dem Gebiet der Stadt Stolberg (Rheinland) in der Städteregion Aachen in Nordrhein-Westfalen (Stand: 6. Januar 2020). Diese Bodendenkmäler sind in Teil B der Denkmalliste der Stadt Stolberg (Rheinland) eingetragen; Grundlage für die Aufnahme ist das Denkmalschutzgesetz Nordrhein-Westfalen (DSchG NRW).
| Bild           | Bezeichnung                                                         | Lage                                      | Beschreibung | Bauzeit | Eingetragen seit | Denkmal- nummer |
| -------------- | ------------------------------------------------------------------- | ----------------------------------------- | ------------ | ------- | ---------------- | --------------- |
|                | Bergbau-Wüstung Atsch (Hammstraße)                                  | Stolberg-Atsch                            |              |         |                  | Bod 02          |
|                | Bergbau - Schachtmundloch                                           | Breinig                                   |              |         |                  | Bod 03          |
|                | Stolberg, Grabhügel im Atscher Wald                                 | Stolberg-Atsch                            |              |         |                  | Bod 05          |
|                | Stolberg, Grabhügelfeld im Würselener Wald                          | Stolberg                                  |              |         |                  | Bod 06          |
|                | Stolberg, römische Straße im Würselener Stadtwald                   | Stolberg                                  |              |         |                  | Bod 07          |
|                | Bergbaugelände bei Büsbach                                          | Stolberg-Büsbach                          |              |         |                  | Bod 08          |
|                | Grabhügelgruppe Hürtgenwald                                         | Gressenich                                |              |         |                  | Bod 09          |
| weitere Bilder | Römisch-neuzeitliches Bergbaugebiet „Schlangenberg“                 | Breinig                                   |              |         |                  | Bod 10          |
|                | Bunker in Stolberg-Kohlbusch                                        | Stolberg                                  |              |         |                  | Bod 12          |
| weitere Bilder | Steinbruch Bernardshammer (geologisch-paläontologischer Aufschluss) | Stolberg                                  |              |         |                  | Bod 16          |
|                | Stolberg, Straßenaufschluss Nideggener Str.                         | Gressenich                                |              |         |                  | Bod 17          |
| weitere Bilder | Kluckensteine                                                       | Gressenich                                |              |         |                  | Bod 18          |
| weitere Bilder | Aufgelassener Steinbruch hinter Alt Breinig                         | Breinig                                   |              |         |                  | Bod 22          |
| weitere Bilder | Steinbruch Gedau                                                    | Stolberg                                  |              |         |                  | Bod 23          |
|                | Stolberg, Böschung Aachener Straße                                  | Stolberg                                  |              |         |                  | Bod 24          |
|                | Bunker, Gruppenunterstand Jägersfahrt 5                             | Gressenich                                |              |         |                  | Bod 25          |
|                | Geologisch-paläontologisches Profil                                 | Zweifall                                  |              |         |                  | Bod 26          |
|                | Geologisch-paläontologischer Aufschluss                             | Zweifall                                  |              |         |                  | Bod 27          |
|                | Kohlebergbau                                                        | Stolberg                                  |              |         |                  | Bod 29          |
|                | Grabhügel Breiniger Berg (Villa Waldfriede)                         | Stolberg                                  |              |         |                  | Bod 31          |
|                | Römische Siedlung (Vicus) und Gräberfeld Gressenich                 | Gressenich                                |              |         |                  | Bod 32          |
| weitere Bilder | Steinbruch Schevenhütte                                             | Gressenich-Schevenhütte                   |              |         |                  | Bod 33          |
| weitere Bilder | Abschnittswall, Ringwall                                            | Gressenich-Schevenhütte Wehebachtalsperre |              |         |                  | Bod 34          |
|                | Bergbaugebiet, Pingenfeld                                           | Gressenich                                |              |         |                  | Bod 35          |

## Ehemalige Bodendenkmäler
| Bild | Bezeichnung            | Lage     | Beschreibung        | Bauzeit | Eingetragen seit | Denkmal- nummer |
| ---- | ---------------------- | -------- | ------------------- | ------- | ---------------- | --------------- |
|      | Westwallbunker 07V0043 | Stolberg | gelöscht 28.11.2003 |         |                  | Bod 30          |